# Podosphaeraster gustavei
Podosphaeraster gustavei är en sjöstjärneart som beskrevs av Ross Robert Mackerras Rowe 1985. Podosphaeraster gustavei ingår i släktet Podosphaeraster och familjen Podosphaerasteridae. Inga underarter finns listade i Catalogue of Life.